# Чёрный водорез
Чёрный водорез (лат. Rynchops niger) — вид птиц из семейства чайковых, один из трёх в роде водорезов. Первоначально описан Карлом Линнеем в десятом издании его «Системы природы». Виду практически не угрожает риск вымирания.

## Описание

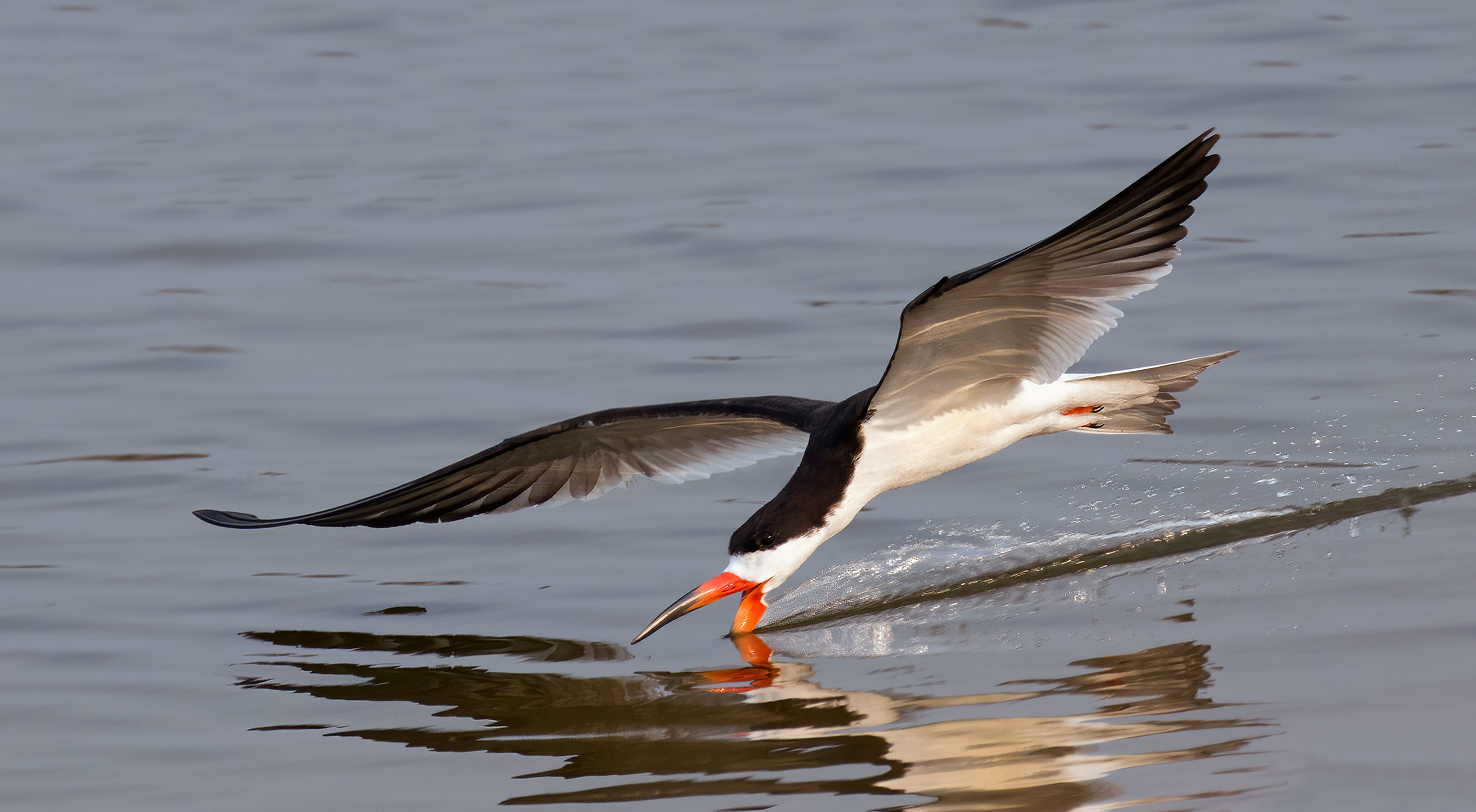
Чёрный водорез ловит рыбу

Это крупнейший вид водорезов. Длина тела 40—50 см, размах крыльев — от 107 до 127 см. Самцы крупнее самок. Основание клюва красное, остальная часть в основном чёрная. Нижняя часть клюва длиннее верхней. Ноги красные. Крик лающий, звучит как как-как-как.

## Распространение
Размножение происходит в Северной и Южной Америке. Северные популяции чёрного водореза зимуют в Карибском регионе и на тропическом либо субтропическом тихоокеанском побережье. Южноамериканские группы совершают только небольшие миграции.

### Пищевое поведение
Питаются мелкой рыбой, насекомыми, ракообразными и моллюсками.

### Размножение
В кладке бывает 3—7 яиц, которые насиживают и самец, и самка. Родители кормят птенцов практически только днём, хотя по ночам иногда почти вся колония водорезов улетает на поиски пищи.

### Развитие

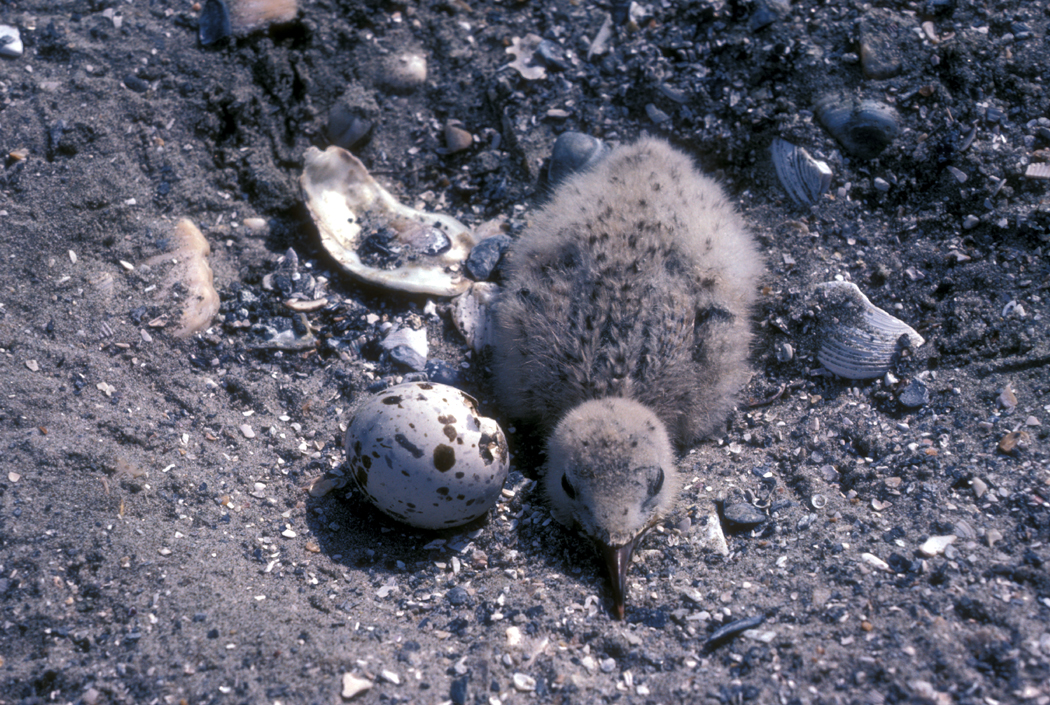
Птенец и яйцо
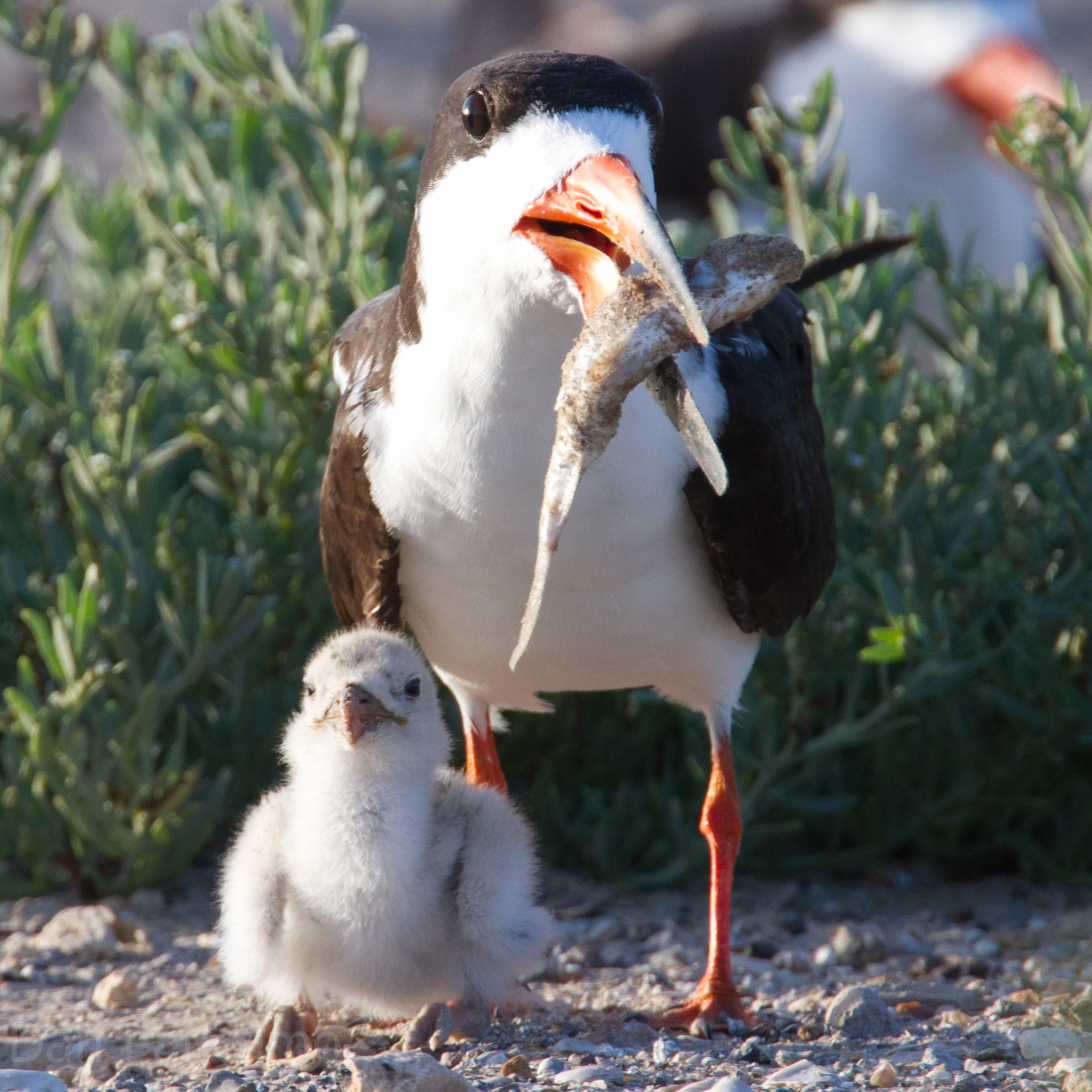
Кормление птенца
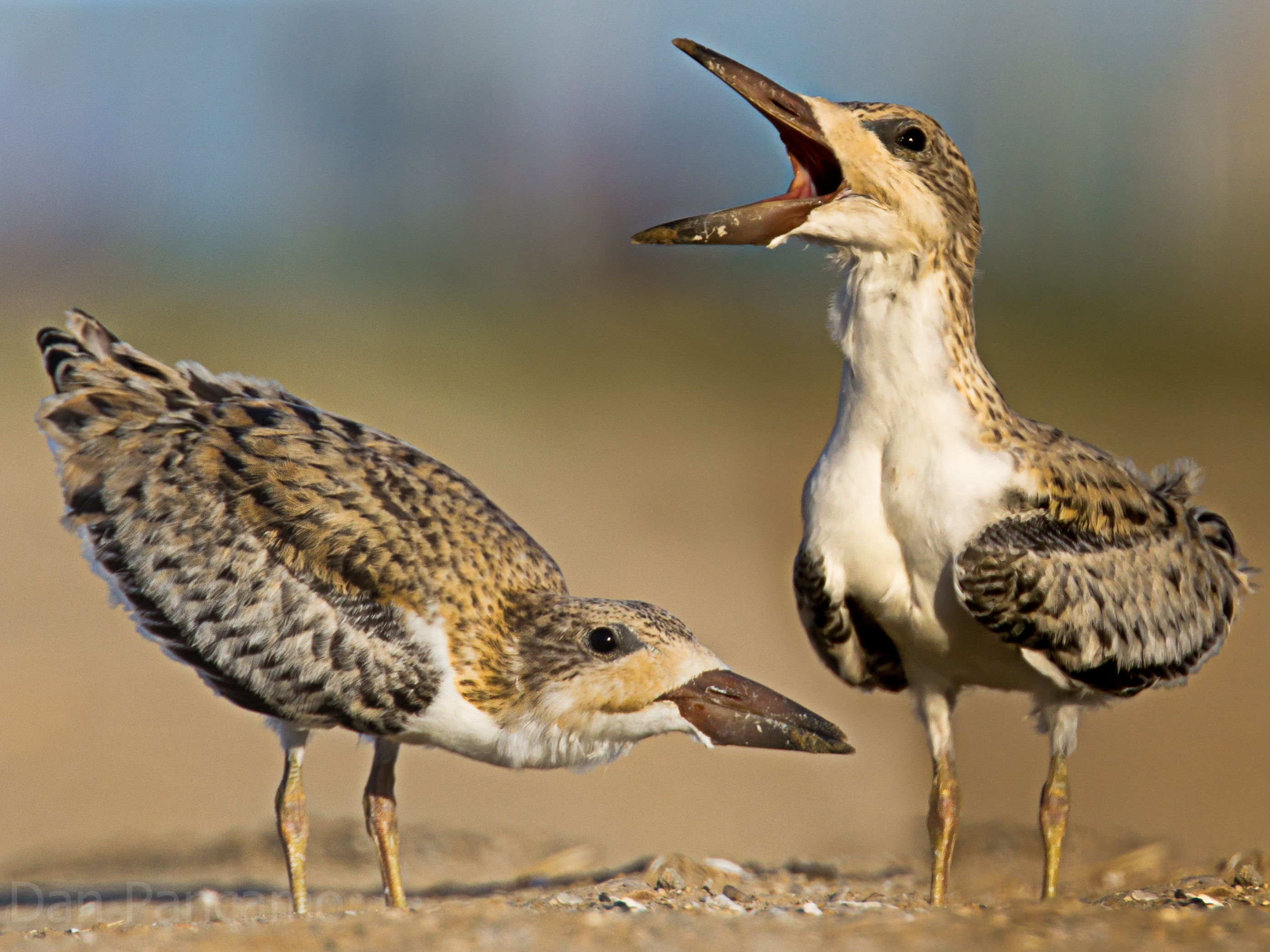
Четырёхнедельные птенцы. Окрас отличается от взрослой птицы
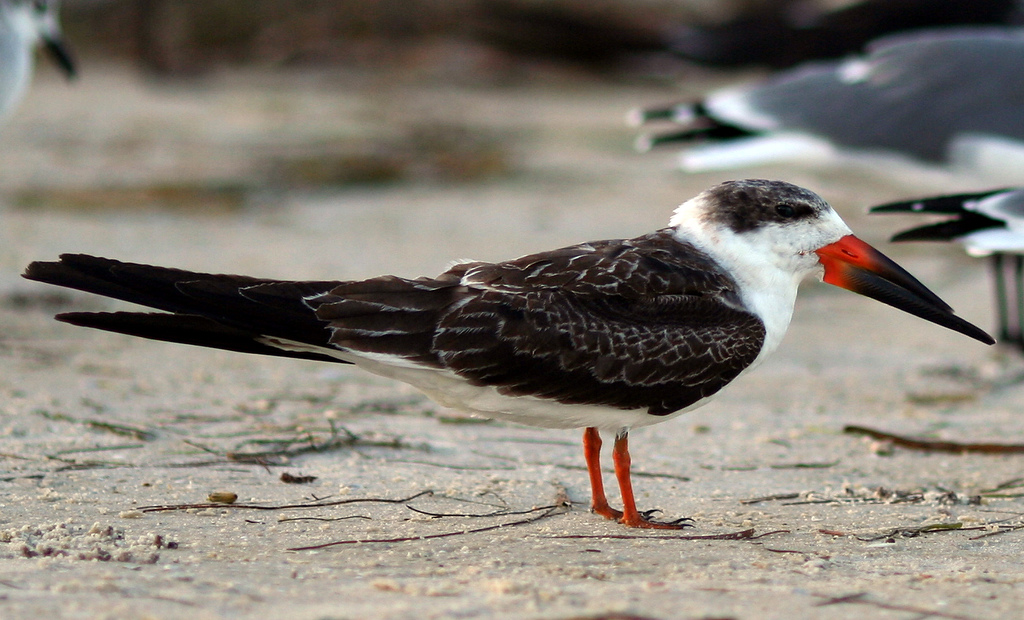
Взрослая особь в зимнем наряде

## Классификация
Международный союз орнитологов выделяет три подвида:
- Rynchops niger cinerascens von Spix, 1825 — от севера Южной Америки до южной Боливии и северо-запада Аргентины
- Rynchops niger intercedens H. Saunders, 1895 — восток Бразилии, Парагвай, Уругвай и северо-восток Аргентины
- Rynchops niger niger Linnaeus, 1758 — США и Мексика